# Desmiphora pretiosa
Desmiphora pretiosa là một loài bọ cánh cứng trong họ Cerambycidae.